# Суд чести (скауты)
Суд че́сти (англ. Court of Honour) в скаутском движении — высший орган представительской власти всей патрульной системы (Patrol System), постоянный комитет роты, который разбирает возникающие судебные тяжбы. В книге Бадена-Пауэлла «Юный разведчик» описана методология Суда чести. Целью организования патруля является стремление привить детям принципы самоуправления и ответственности. Члены патруля избирают из своих рядов вожатого, который имеет полноту власти, а старшина не смеет вмешиваться в руководство патруля. Суд чести учреждают старшина и вожатые патрулей роты совместно, а в случае, если рота — малочисленна, Суд чести учреждают вожатые патрулей вместе со своими капралами. В том случае, если образуются несколько судов чести, старшина присутствует на судебных разбирательствах, однако права голоса на них не имеет. Вожатые патрулей на Суде чести вправе выносить решение даже в отсутствие старшины. Суд чести устанавливает план работы, распорядок в лагере, награждает и тому подобное. Деятельность Суда чести проходит втайне, а решения, которые относятся к роте в целом (акции, назначения на должности), обнародуются.
Позднее, в 1922 году скаутским старшиной роты В. А. Зориным был составлен устав для созданной коммунистической детской группы «Юных пионеров» имени Спартака, в котором был прописан юридический орган пионерского отряда — Товарищеский суд, выполнявший аналогичные скаутскому Суду чести обязанности.

## Изменения
Российская империя
В связи с тем, что скаутское движение в начале XX века пришло в Российскую империю как английская франшиза, патрульная система претерпела существенные изменения, вместо английской представительной демократии, российское скаутское движение построено на монархической основе, вместо избрания вожатого членами патруля, его единолично назначает старшина роты. В частности, в книге «Юный разведчик», переведённой на русский язык в 1910 году в Петрограде написано, что Суд чести должен состоять из старшины роты и вожатых двух патрулей, а если существует лишь единственный патруль, то Суд чести состоит из вожатого и его капрала. Этот Суд чести награждает и наказывает.
СССР
В 1922 году скауты создали устав для созданной коммунистической организации пионеров. Для разбора всяких жалоб, вопросов, связанных с воспитательным воздействием, для установления побед в состязаниях и испытаниях из рядовых «Юных пионеров» избирали Товарищеский суд отряда из 5—6 человек с переменным участием начальника отряда-комсомольца и его помощника, которые утверждали все постановления суда.
США
В 1970-х годах в США принято положение ОРЮР о правилах создания и работы судов чести, где написано, что Суд чести состоит из трёх действительных членов и двух «запасных», которые избирают председателя большинством голосов. В ОРЮР есть три вида судов чести:
- Главный суд чести избирается всем руководством сроком на три года;
- суды чести отделов избираются руководством отделов сроком на три года;
- суды чести соединений и единиц избираются руководством соединений и единиц сроком на три года.

Также в ОРЮР старшина и начальники отделов не имеют права быть членами судов чести. Члены Суда чести не выносят деталей разбора дел вне своей среды,  а от имени Суда чести может говорить лишь председатель. Решение Суда чести включает один из пунктов:
1. Оправдание.
2. Наказание:

- порицание;
- строгий выговор;
- снятие с должности;
- временное исключение (до 12 месяцев);
- лишение звания;
- постоянное изгнание.